# Colotis ephyia
Colotis ephyia är en fjärilsart som först beskrevs av Johann Christoph Friedrich Klug 1829.  Colotis ephyia ingår i släktet Colotis och familjen vitfjärilar.
Artens utbredningsområde är Sudan. Inga underarter finns listade i Catalogue of Life.